# Écharpe (symbole de fonction)
Pour les articles homonymes, voir Écharpe.
Dans certains pays, l'écharpe est un symbole porté par les titulaires de certaines fonctions officielles auxquelles ils ont été élus ou parfois nommés. Elle prend la forme d'un ruban fermé ou noué en tissu, généralement aux couleurs du drapeau national, et porté, selon les pays, les fonctions, et parfois la préférence du titulaire, soit en baudrier (c'est-à-dire allant de l’une des épaules à la hanche opposée), soit en ceinture.

## Afrique
Dans certains pays d'Afrique, l'écharpe est le symbole du président. C'est notamment le cas en Côte d'Ivoire, au Cap-Vert et en Guinée-Bissau.

Représentation de l’écharpe présidentielle de la Côte d'Ivoire
Représentation de l’écharpe présidentielle du Liberia
Représentation de l’écharpe présidentielle du Mali
Représentation de l’écharpe présidentielle du Niger
Représentation de l’écharpe présidentielle de la République centrafricaine
Représentation de l’écharpe présidentielle du Togo

## Amériques
Dans presque tous les pays d'Amérique du Sud et Amérique centrale, l'écharpe est le symbole du président. Dans la plupart des cas, l'écharpe reprend les couleurs du drapeau national augmentées des armoiries du pays. 
L'écharpe est un symbole de la continuité du gouvernement : lors de la cérémonie d'investiture du président, son prédécesseur lui remet l'écharpe présidentielle.

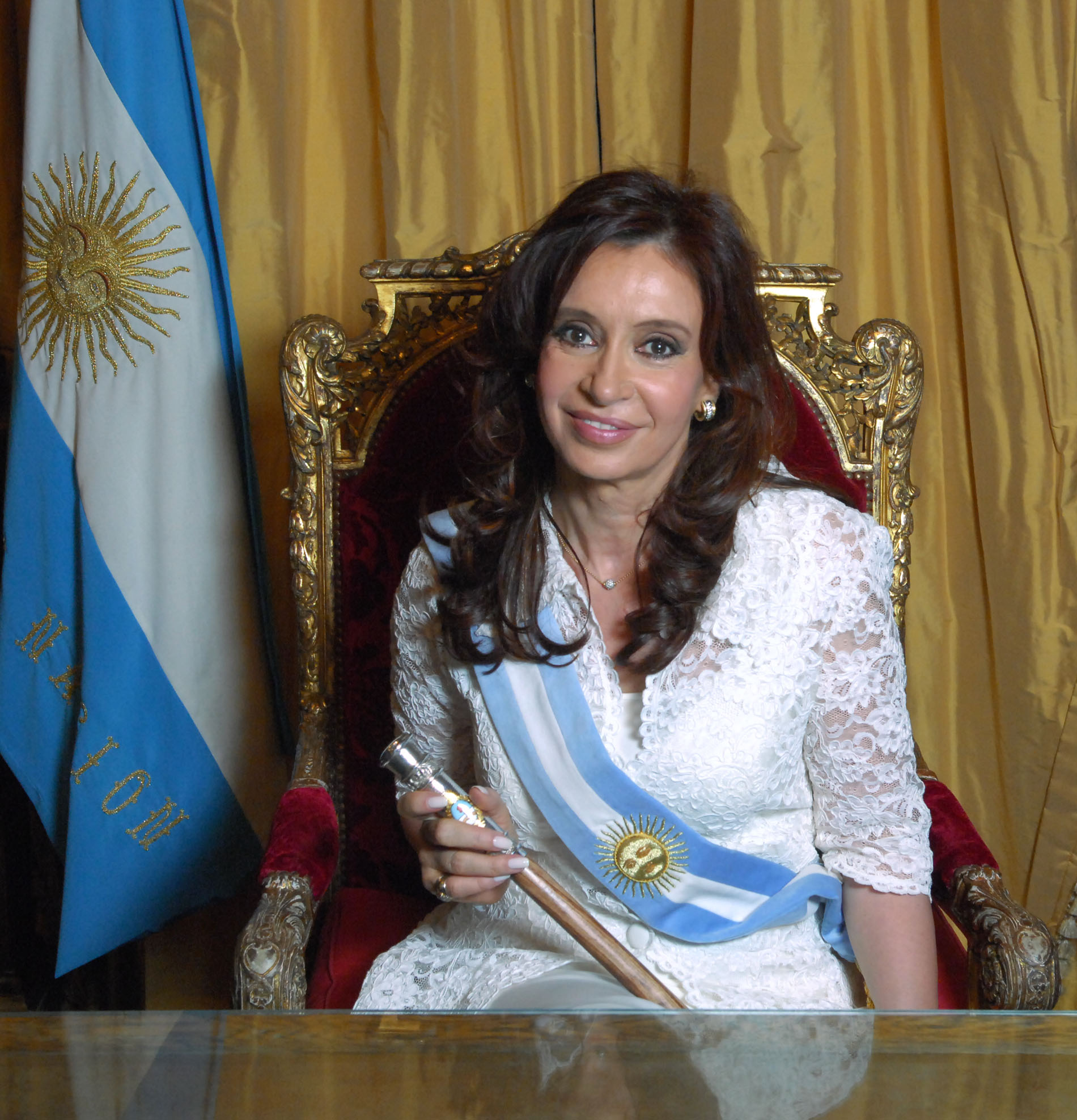
En Argentine, l'écharpe est fixée par le décret national no 10302/1944[2] du 24 avril 1944 : elle reprend les couleurs du drapeau avec, brodé en fils dorés, le Sol de Mayo.
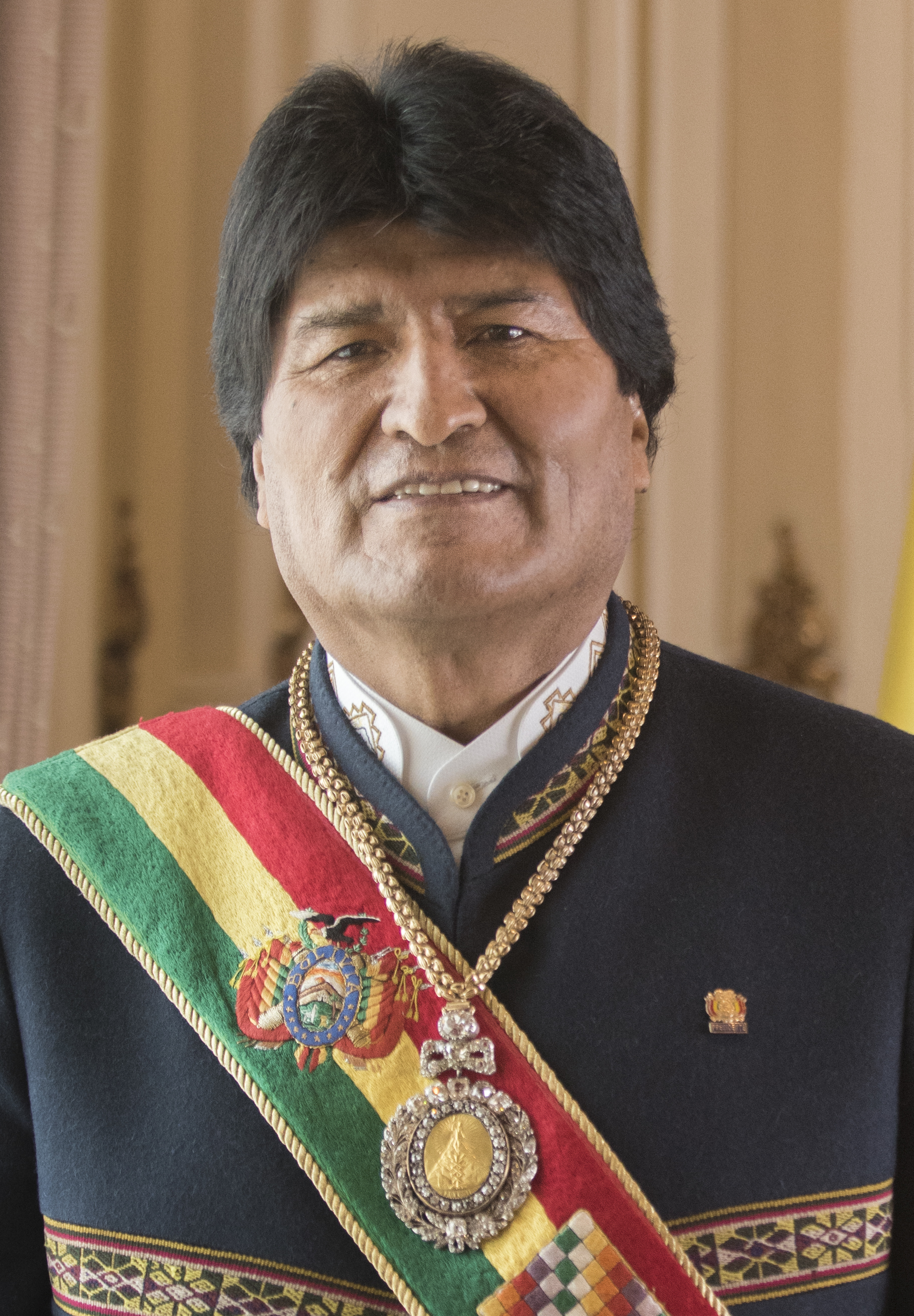
Bolivie.
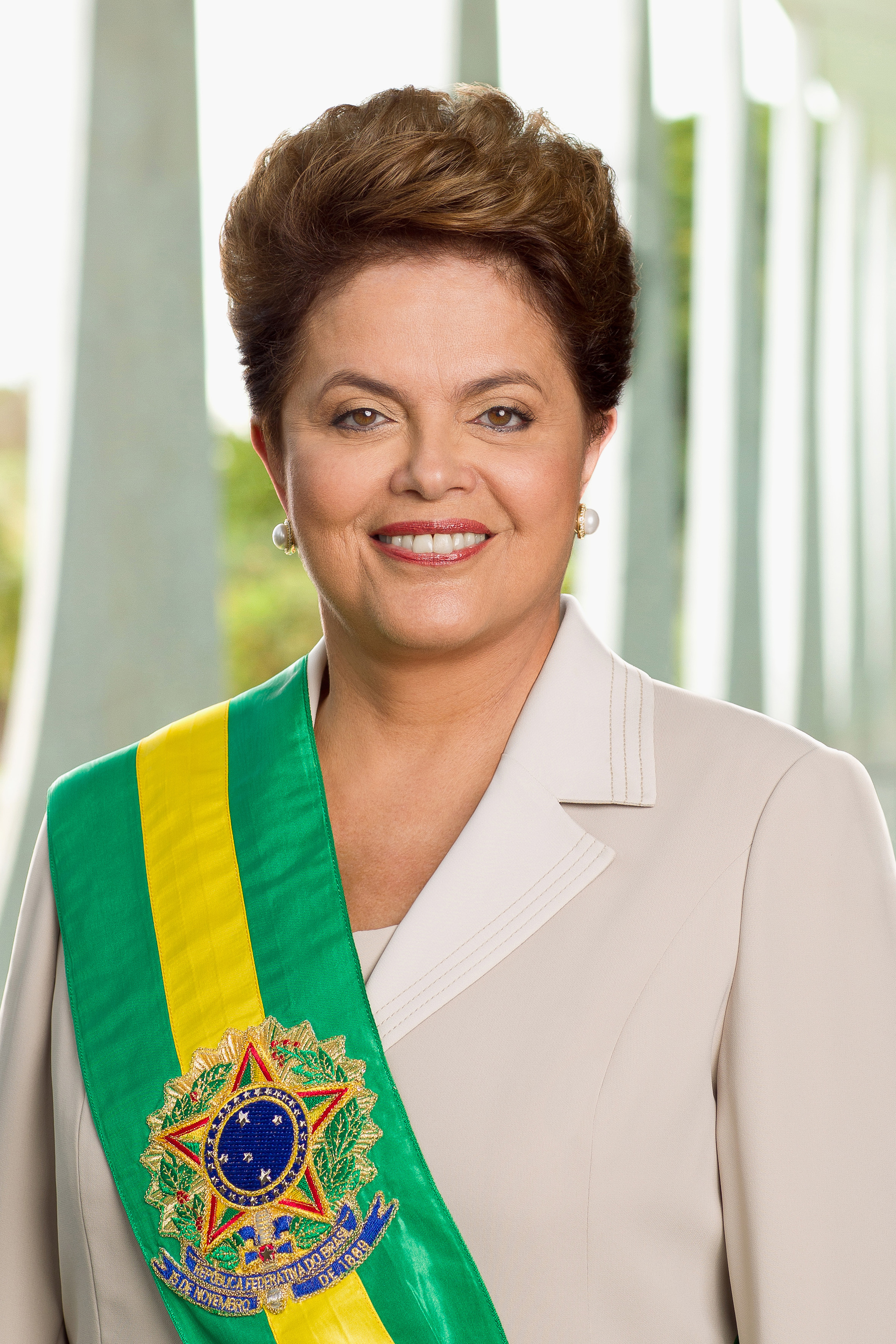
Brésil.
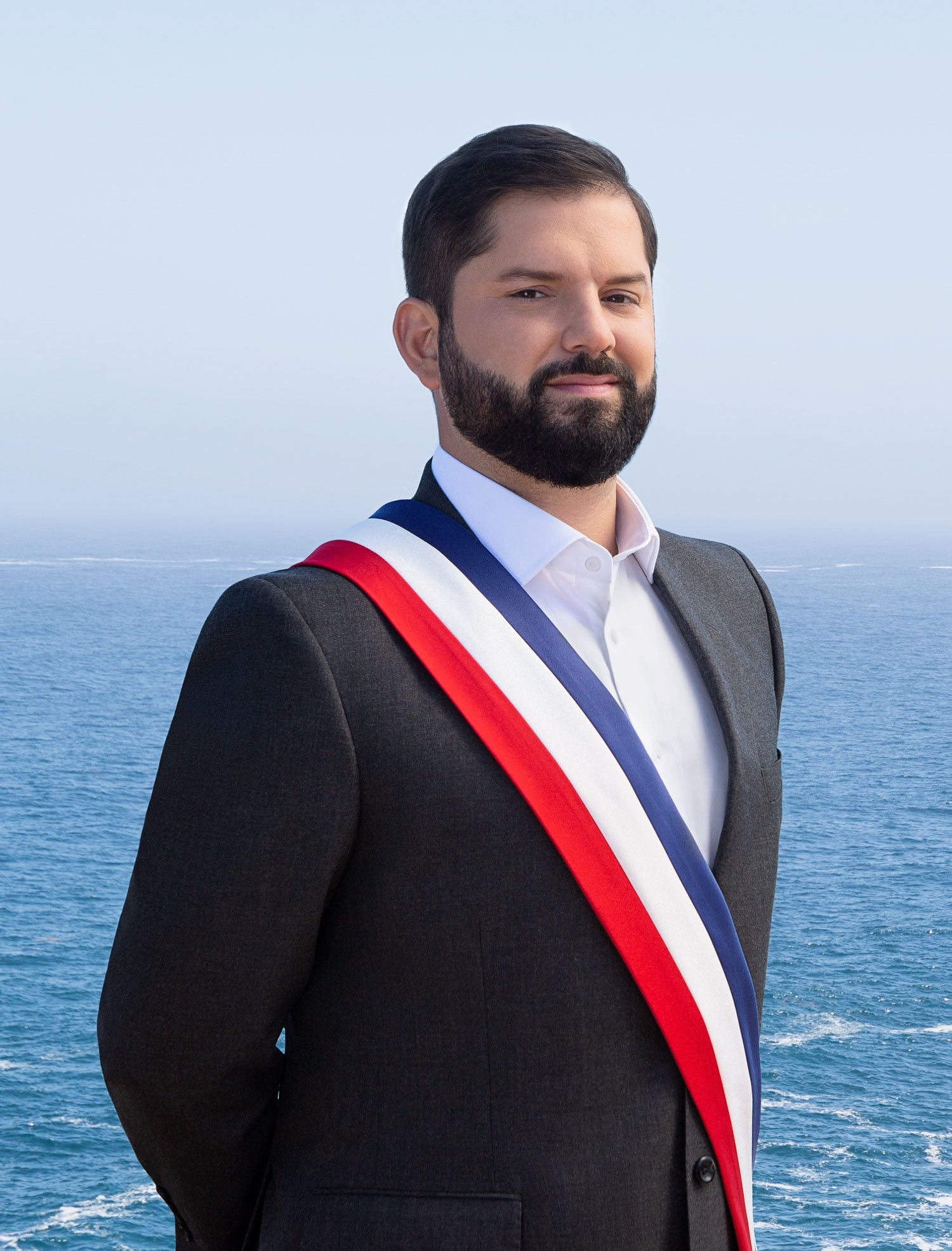
Chili.
Représentation de l’écharpe présidentielle de Colombie.
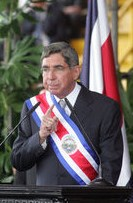
Costa Rica.
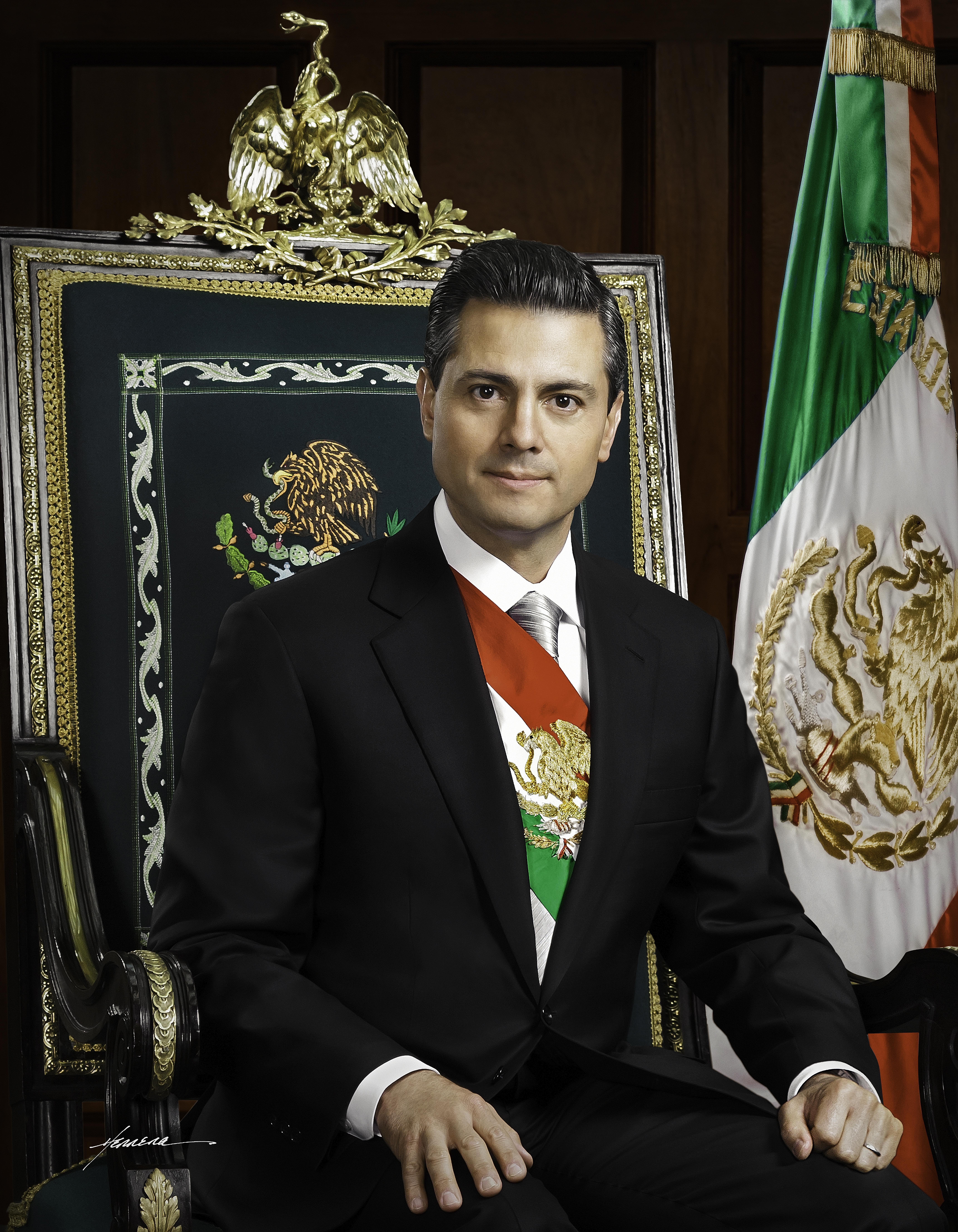
Mexique.
Représentation de l’écharpe présidentielle du Panama
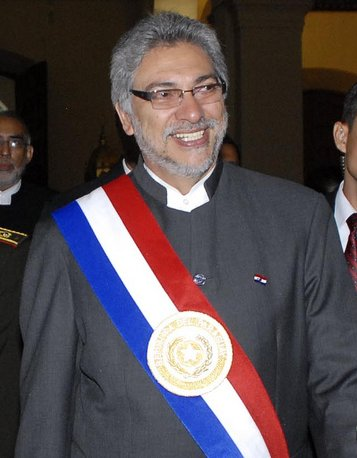
Paraguay.
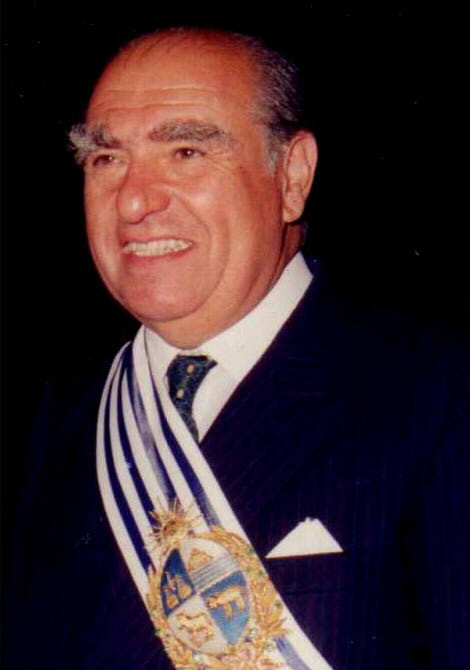
Uruguay.
Représentation de l’écharpe présidentielle du Venezuela

## Asie

Représentation de l’écharpe présidentielle du Liban
Représentation de l’ancienne écharpe présidentielle du Liban[3]

## Europe

### Belgique
En Belgique, le port des écharpes a été codifié par plusieurs arrêtés royaux de 1837, aujourd'hui remplacés par des arrêtés des gouvernements wallon et flamand, :
- les bourgmestres portent une écharpe noir, jaune et rouge avec franges d'argent (franges dorées en Wallonie) ;
- les échevins portent une écharpe noir et jaune avec franges rouges (rouge et jaune à franges argentées en Wallonie) ;
- les membres de la députation provinciale portent une écharpe aux couleurs de la province.

Les écharpes peuvent être ornées de l'écusson de la commune ou de la province ; elles se portent, au choix du porteur, soit en ceinture, soit en baudrier de l'épaule droite à la hanche gauche.

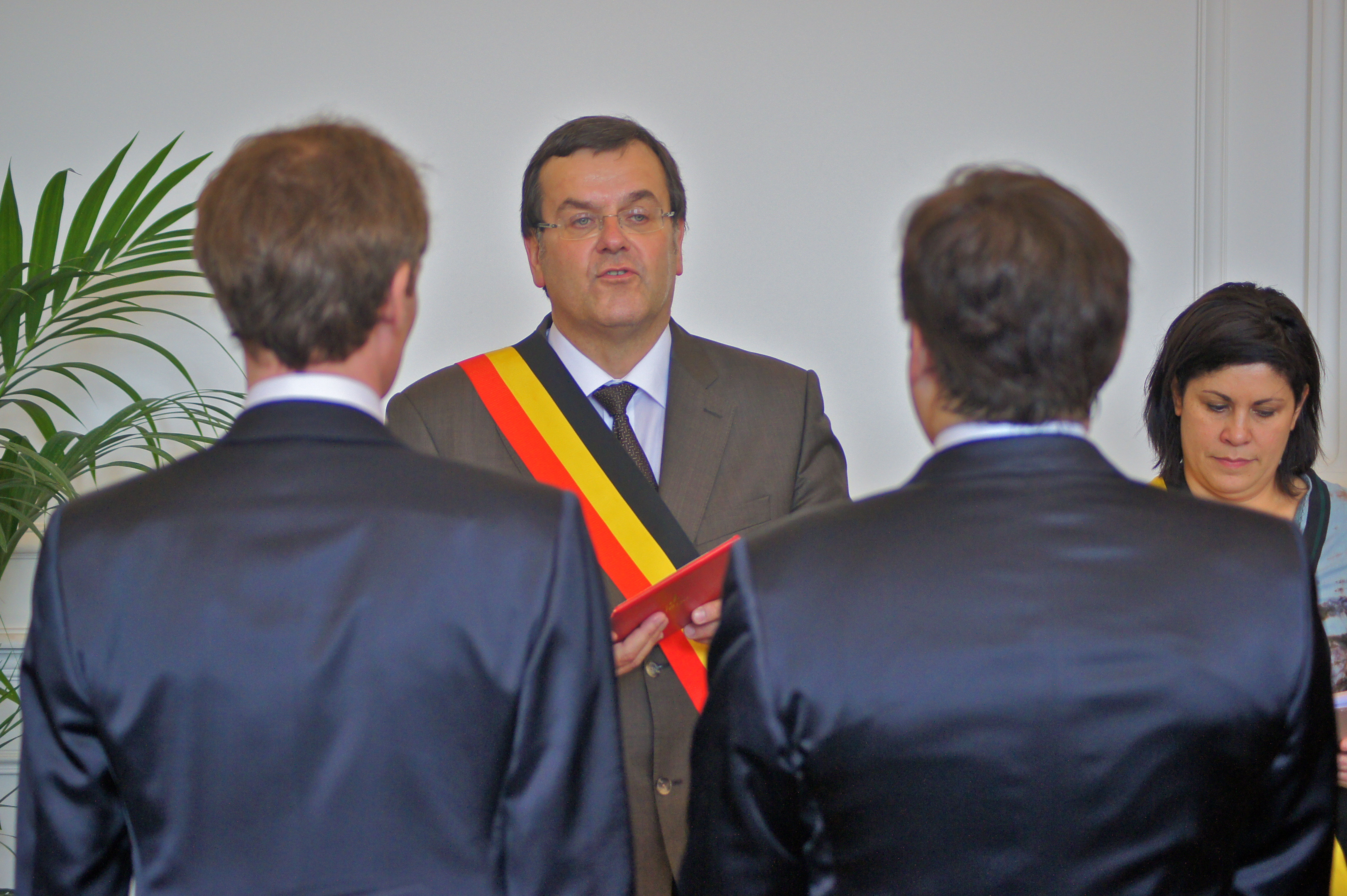
Bourgmestre belge célébrant un mariage.
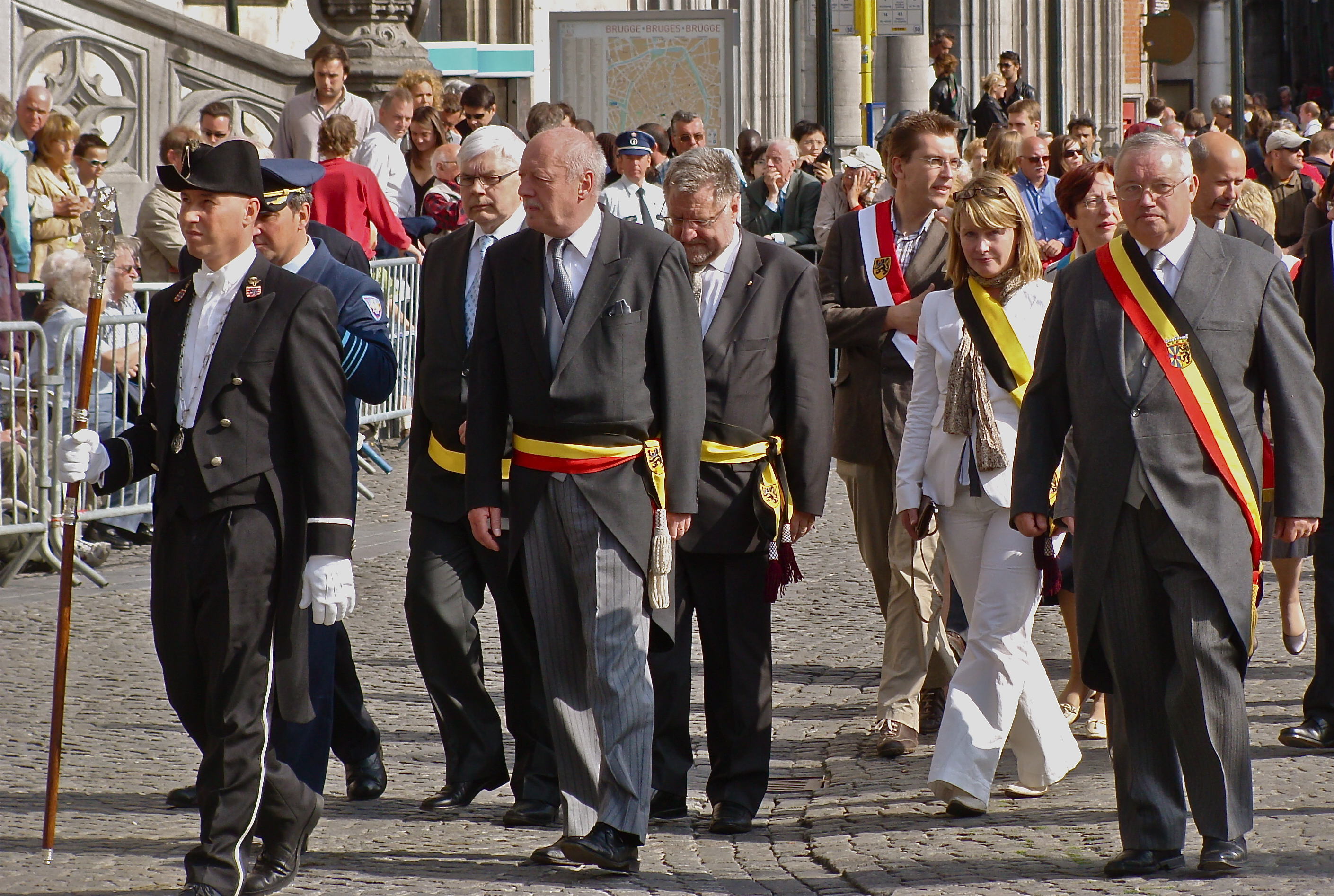
Élus belges.
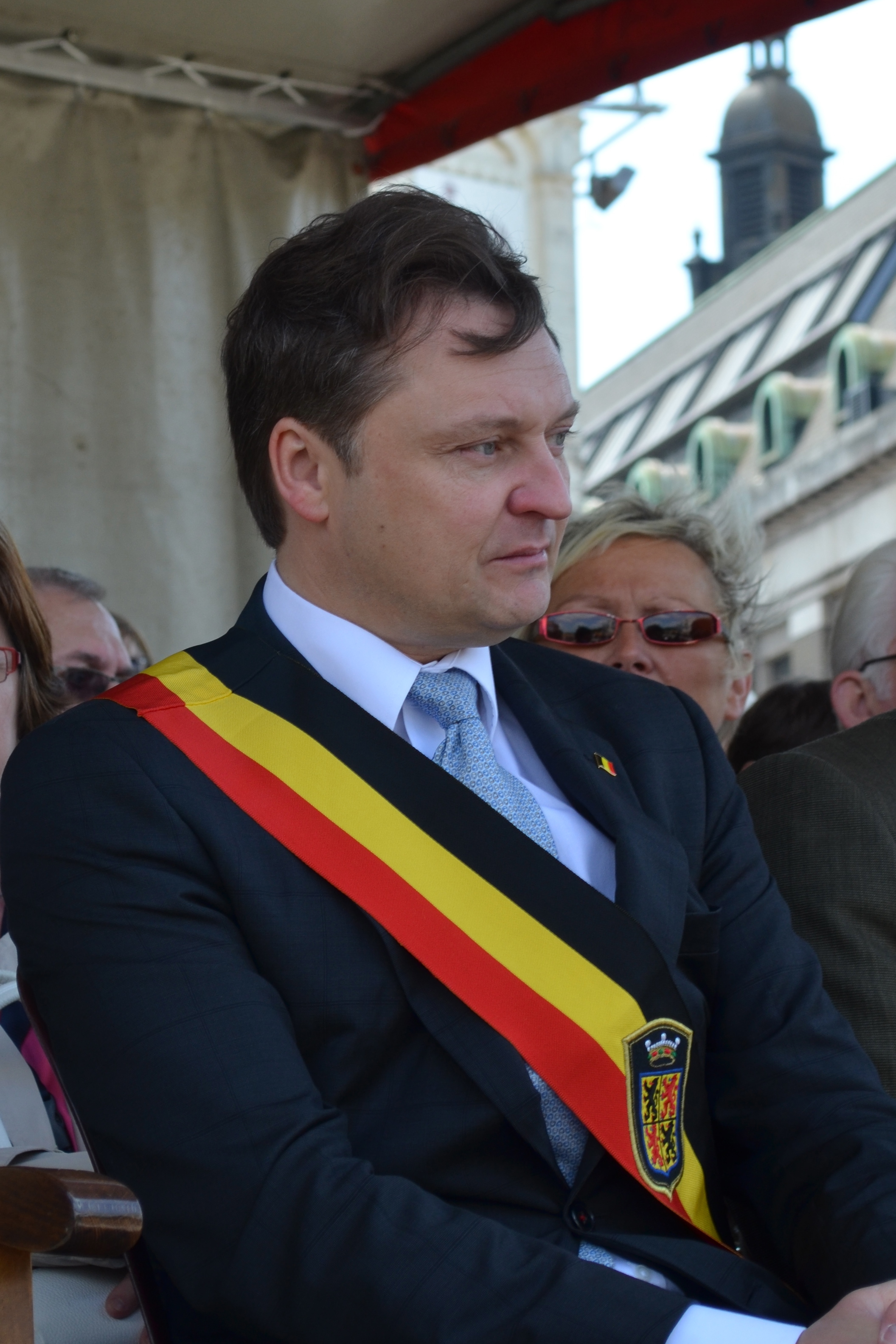
Gouverneur de province, écharpe tricolore avec le blason provincial.
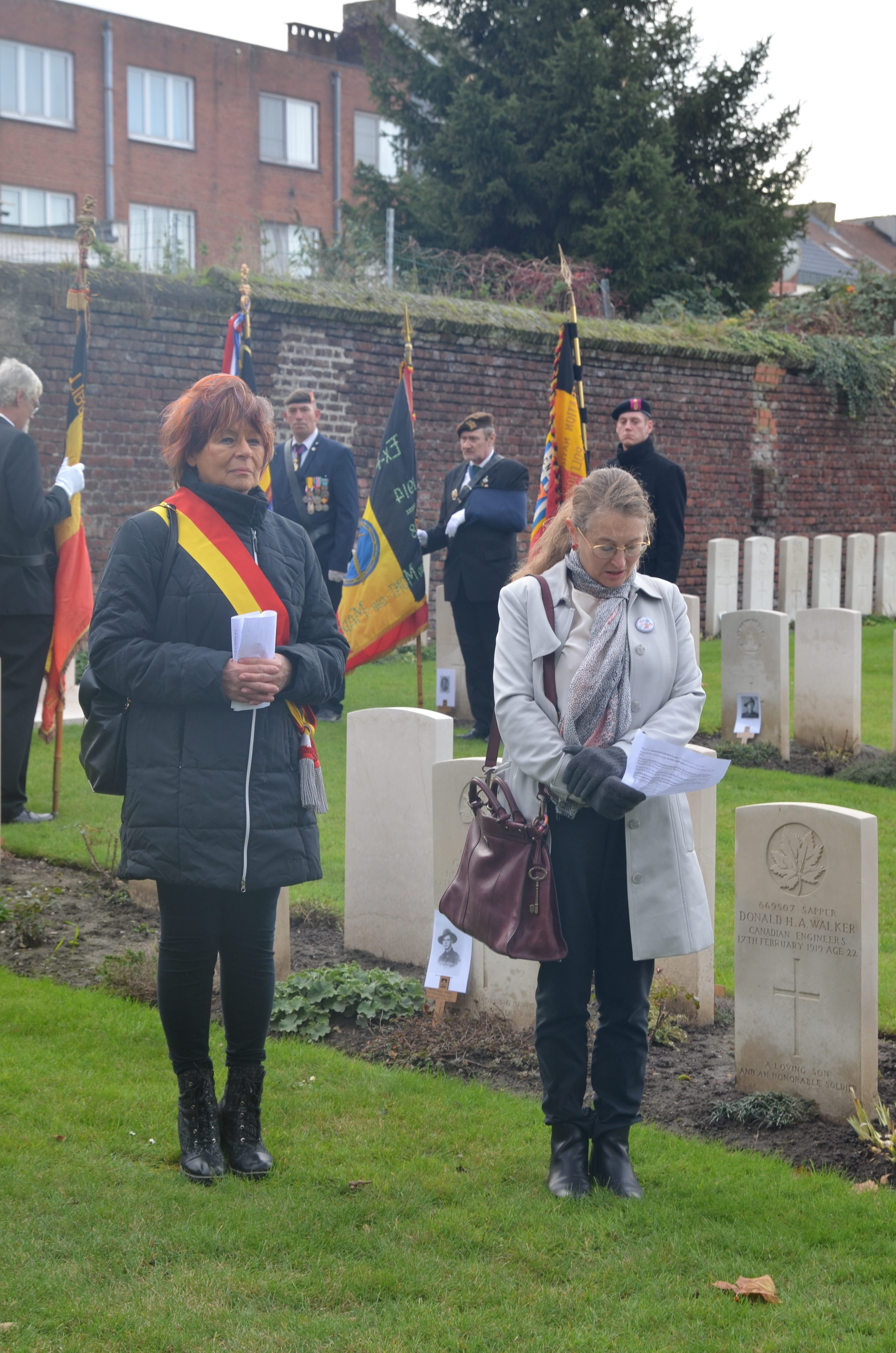
Échevine wallonne avec son écharpe rouge et jaune.
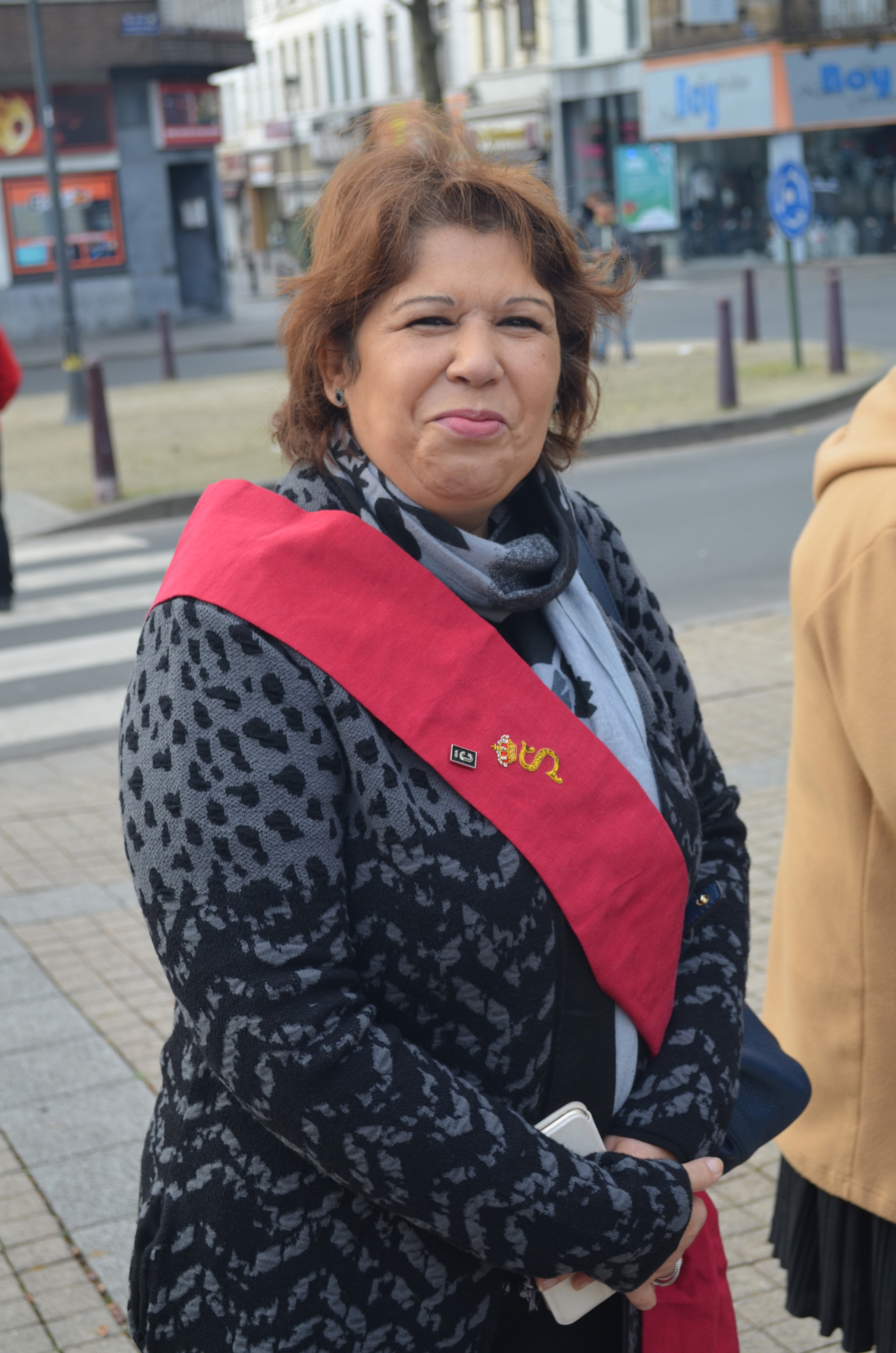
Sénatrice avec son écharpe de fonction.

Les magistrats de l'ordre judiciaire portent également l'écharpe, c'est ainsi que les juges portent la même écharpe tricolore avec des franges rouges.

### France
En France, le décret no 2000-1250 du 18 décembre 2000 modifiant l'article D. 2122-4 du code général des collectivités territoriales (CGCT) fixe le port de l'écharpe pour les maires : elle est tricolore bleu, blanc, rouge avec glands à franges d'or. Les adjoints, lorsqu'ils exercent les fonctions d'officier d'état civil et d'officier de police judiciaire, et les conseillers municipaux, lorsqu'ils remplacent le maire ou célèbrent des mariages, portent également l'écharpe mais avec glands à franges d'argent. L'écharpe se porte alors en ceinture avec le bleu en haut ou de l'épaule droite au côté gauche en faisant figurer le bleu près du col, par différenciation avec les parlementaires. En effet, ces derniers (députés et sénateurs) portent à l'inverse l'écharpe sur l'épaule en faisant figurer le rouge près du col.
Si les règlements intérieurs des assemblées précisent que les parlementaires portent leurs insignes « lorsqu'ils sont en mission, dans les cérémonies publiques et en toutes circonstances où ils ont à faire connaître leur qualité », aucun texte ne précisait avant ce décret la manière dont l'écharpe était portée : il ne s'agissait que d'une tradition qui se perpétuait depuis le règlement de l'Assemblée nationale constituante de 1848 qui prescrivait que « dans les cérémonies extérieures, les représentants portent, en outre, une écharpe tricolore à franges d'or suspendue à l’épaule droite et passant sous le bras gauche ». La réponse, en 2012, à une question du député Lionnel Luca à l'Assemblée nationale explique que « L'ordre retenu [par le décret], faisant figurer [pour les maires] le bleu près du col, a pris en compte les observations historiques, iconographiques et les usages anciens les plus répandus, par différenciation avec l'ordre adopté par les parlementaires, depuis plus d'un siècle, qui place le rouge près du col. La modification réglementaire présente donc l'avantage de distinguer optiquement un parlementaire d'un maire, étant entendu qu'en cas de cumul de mandat (député-maire, sénateur-maire) c'est le mandat national qui prévaut. ».
Les préfets, les sous-préfets et les officiers de police judiciaire de la Police nationale portent également, en certaines circonstances, l’écharpe tricolore en ceinture avec des glands et des franges argentés[réf. souhaitée].
Enfin, les élus de certaines collectivités territoriales, notamment les conseillers régionaux, portent parfois une écharpe aux couleurs de leurs collectivités sans qu'une telle pratique n'ait de valeur officielle. 

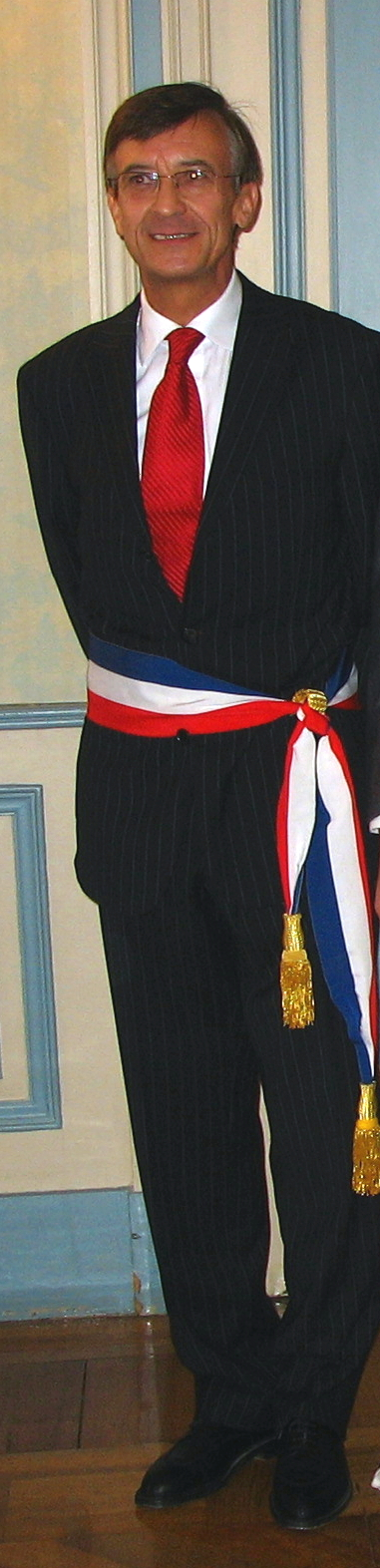
Maire français portant l'écharpe en ceinture.
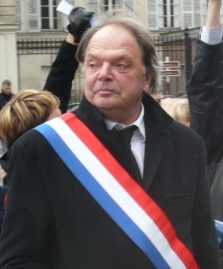
Sénateur français portant l'écharpe, le rouge étant près du col.
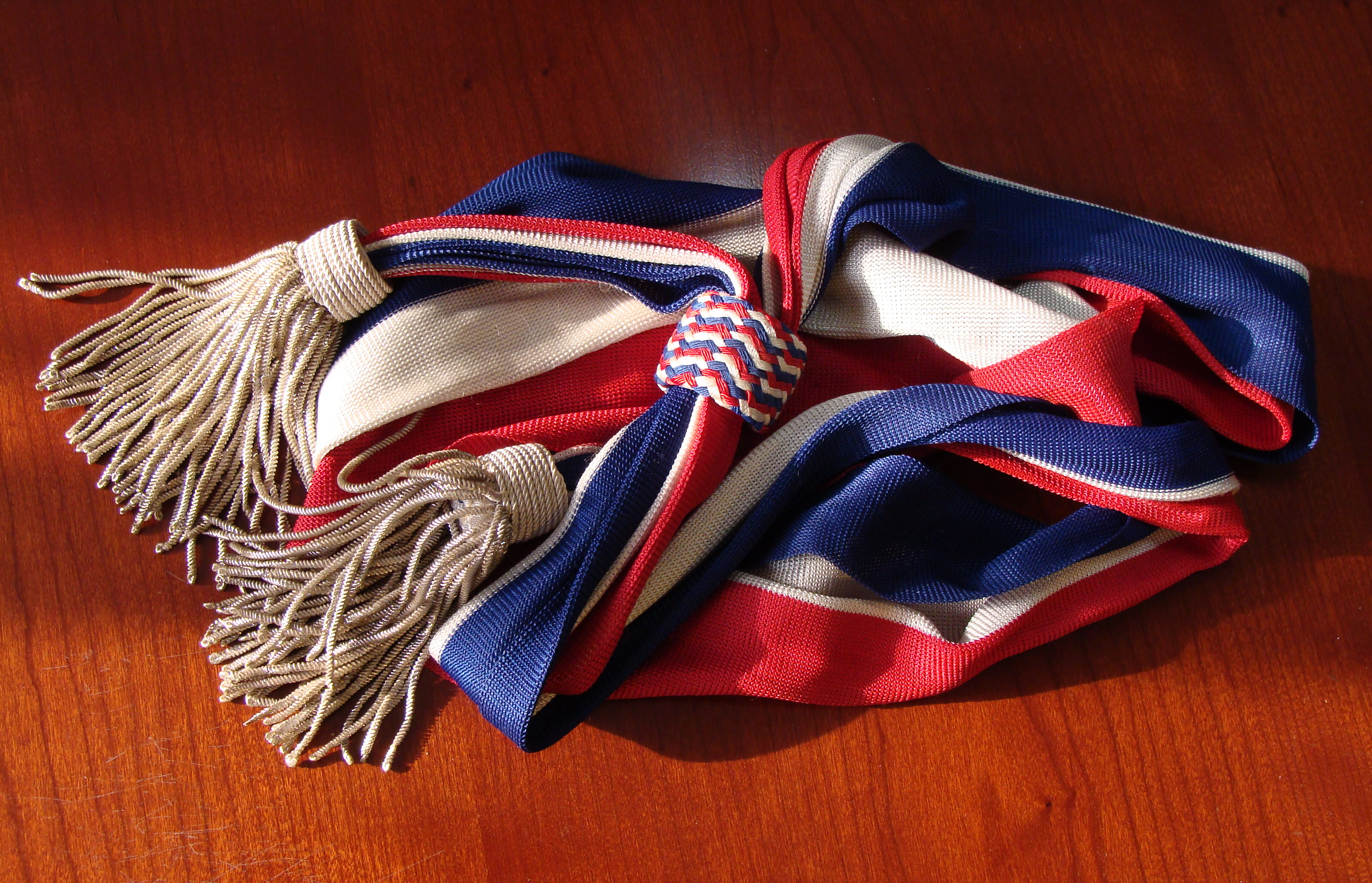
Écharpe tricolore d’officier de police judiciaire.

### Italie
En Italie, les maires portent une écharpe tricolore verte, blanche, rouge, ainsi que les jurés de Cour d'Assises en audience. 

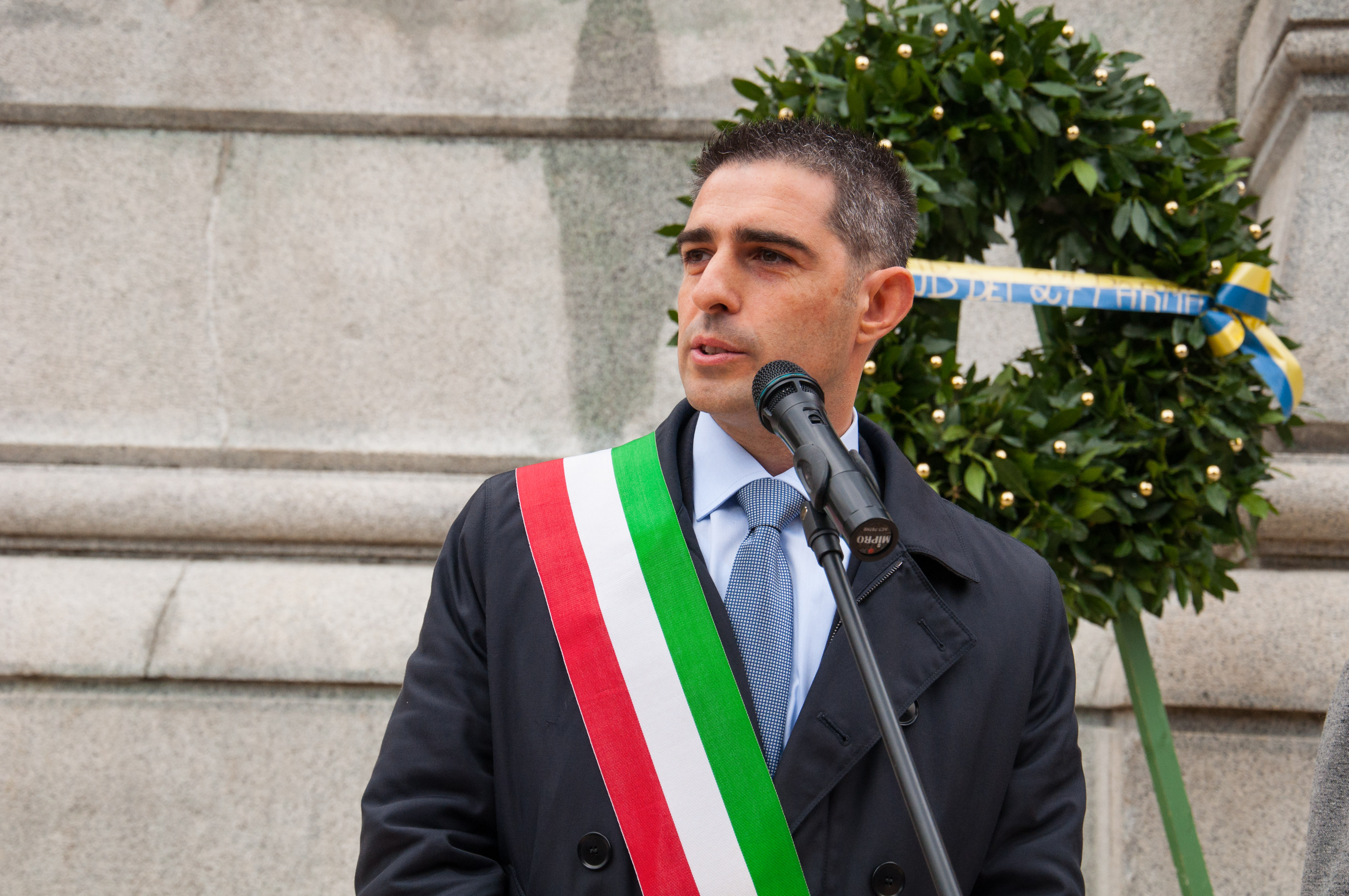
Maire italien portant l'écharpe.

### Suisse
En Suisse, les lois et règlements concernant les tenues officielles dépendent des cantons. De manière générale, l’écharpe est très peu portée. Cette pratique trouve son origine durant l’occupation française de 1789-1815. Après la révolution française de 1830, les idées égalitaires se propagent et une partie des cantons démocratisent progressivement leurs constitutions. Une conséquence est de considérer les costumes de fonction comme contraires aux principes démocratiques, la plupart sont alors supprimés. Dans le canton de Genève, un règlement de 1976 indique que les membres des exécutifs des communes (sauf ceux de la ville de Genève) portent une écharpe jaune et rouge en bandoulière dans l'exercice de leurs fonctions. Dans le canton de Vaud, ce sont les préfets de districts qui portent l’écharpe verte et blanche.

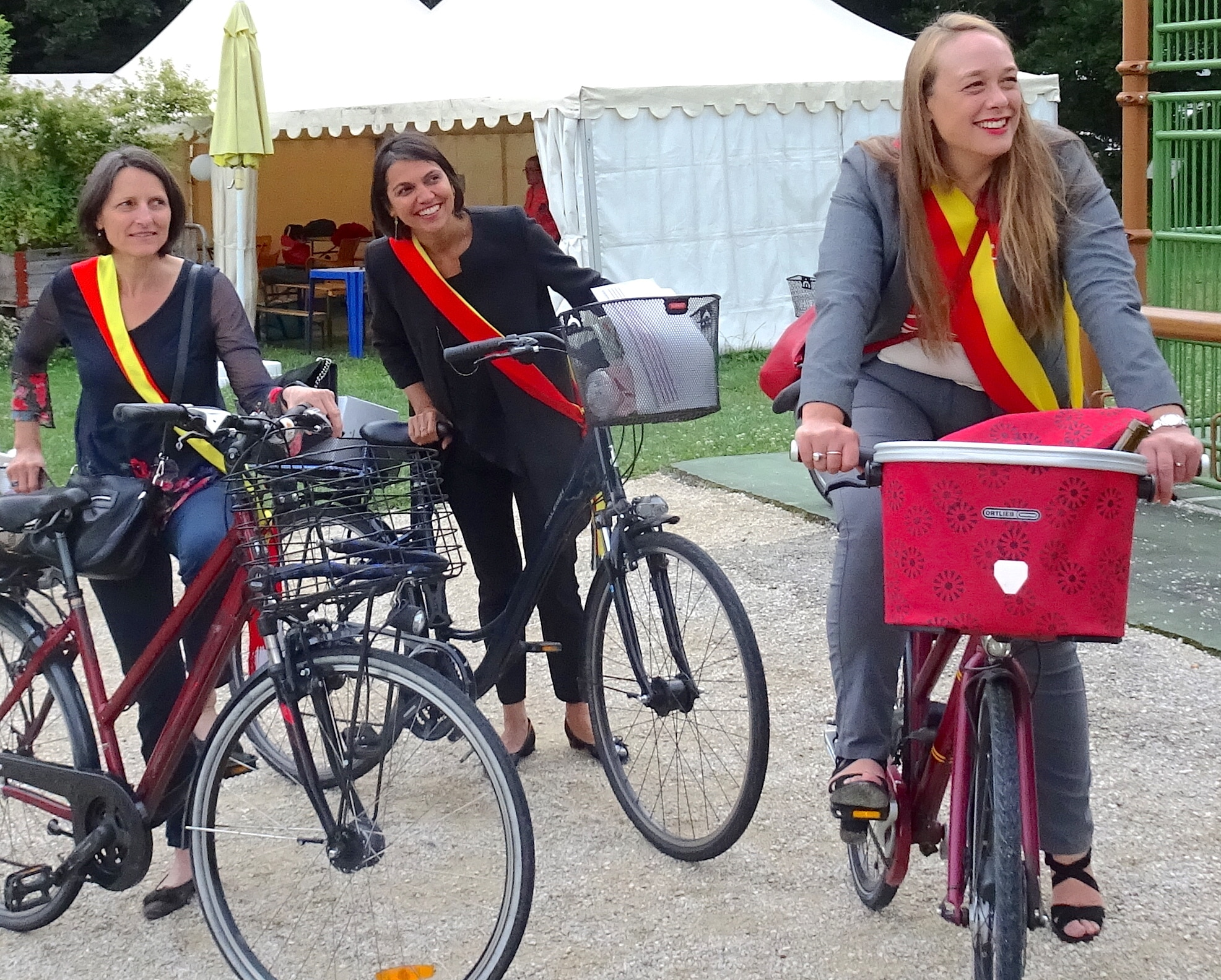
Onex, 2021
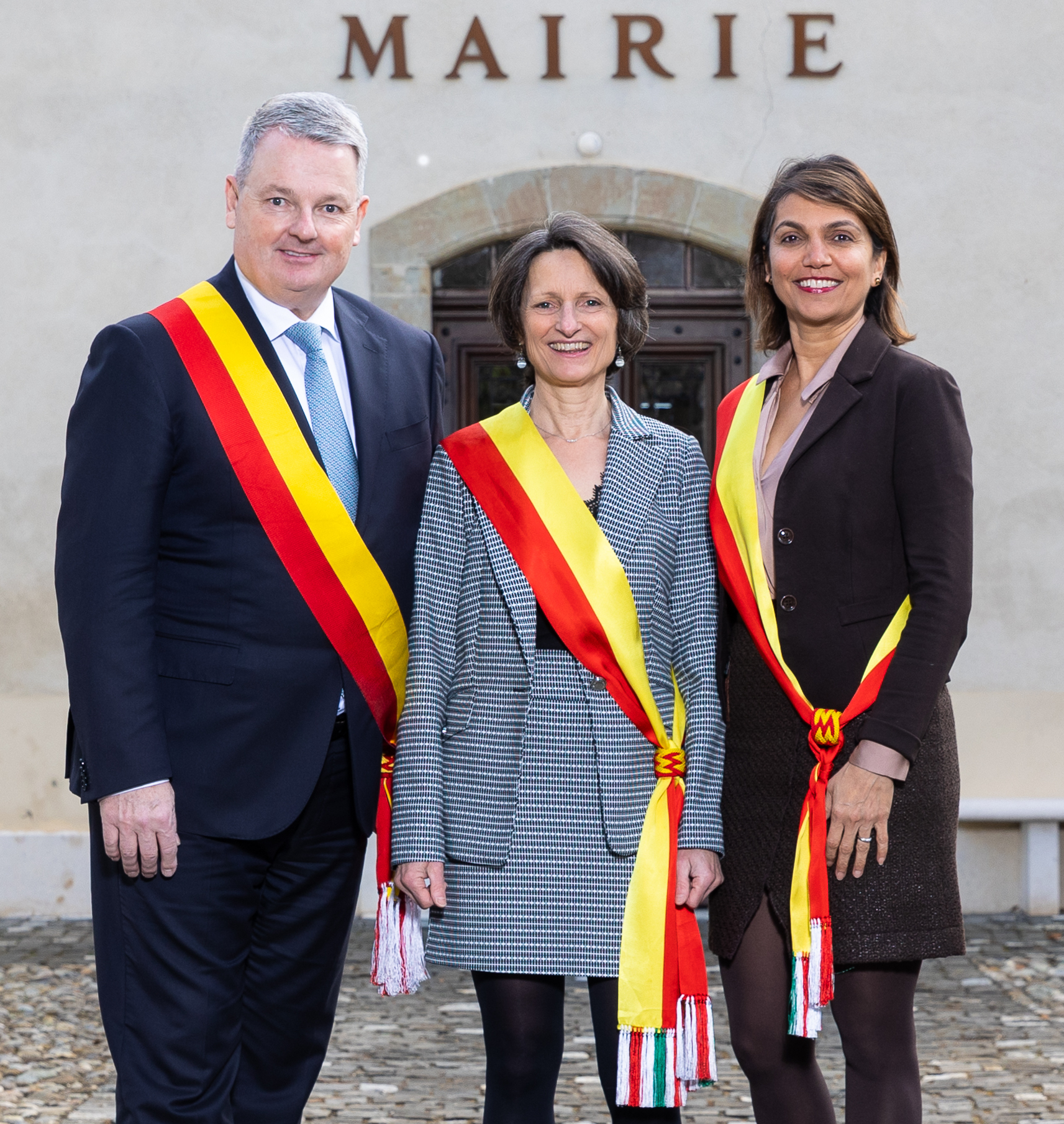
Onex, 2024
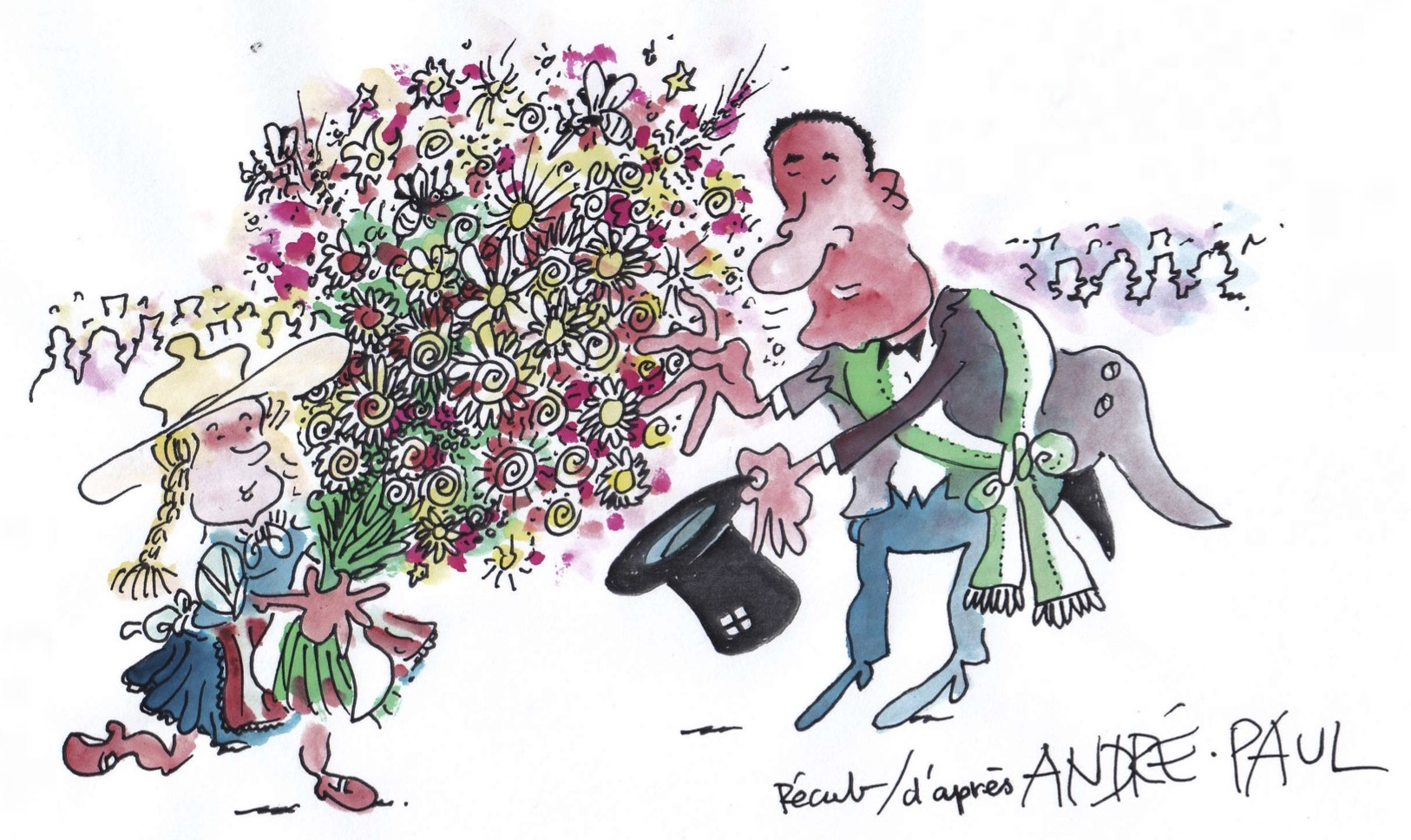
Un préfet vaudois (Pécub, 2025)

### Parlement européen
Les députés européens peuvent porter sur l'épaule une écharpe bleue ornée des étoiles du drapeau européen avec des glands d'or. Comme le montrent les photos ci-dessous, le sens du port de cette écharpe (descendant de gauche à droite ou de droite à gauche) n'est pas codifié.

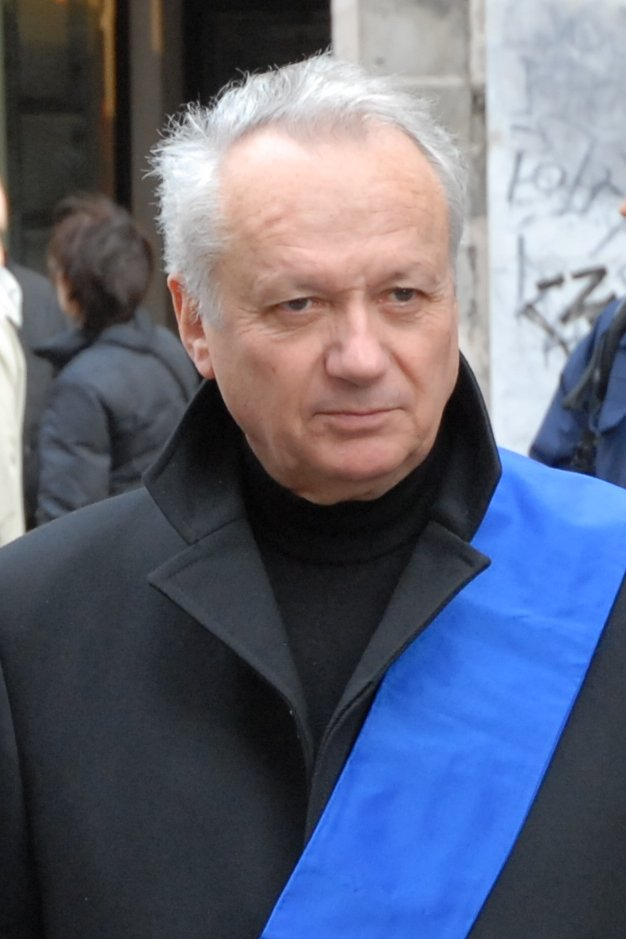
Un député européen français portant l'écharpe.
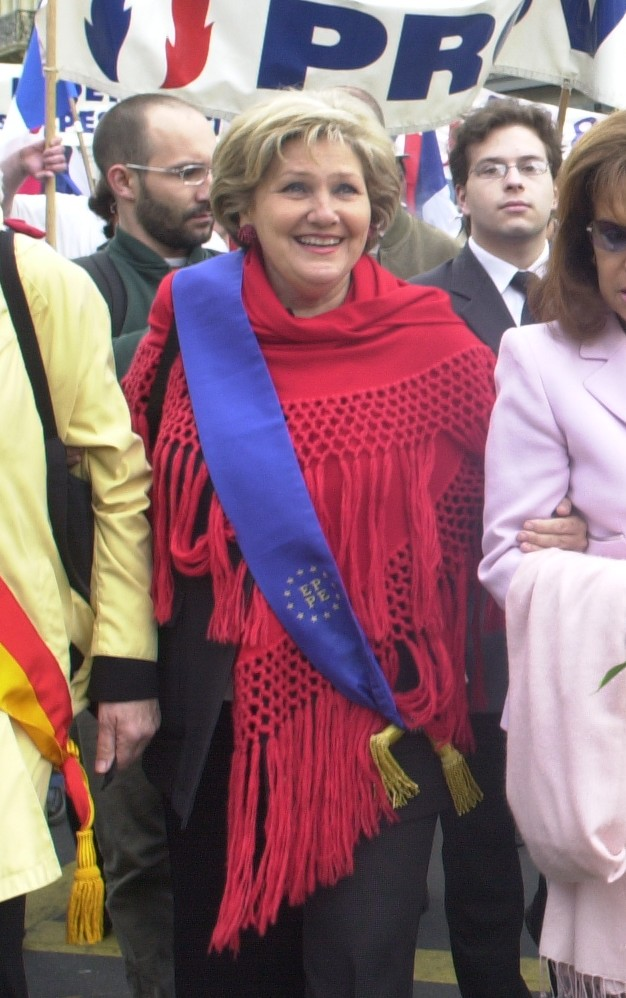
Vue de l'écharpe, en entier, sur une députée européenne.